# (233292) Brianschmidt
(233292) Brianschmidt ist ein im mittleren Hauptgürtel gelegener Asteroid. Er wurde von dem italienischen Amateurastronomen Vincenzo Silvano Casulli am 19. Januar 2006 am Observatorium im Ortsteil Vallemare (IAU-Code A55) der Gemeinde Borbona in der Provinz Rieti entdeckt. Sichtungen des Asteroiden hatte es schon vorher am 7. und 8. Februar 2002 unter der vorläufigen Bezeichnung 2002 CF38 an der Lincoln Laboratory Experimental Test Site (ETS) in New Mexico gegeben.
Der Asteroid wurde am 22. April 2016 nach dem US-amerikanisch-australischen Astronomen Brian P. Schmidt (* 1967) benannt, der 2011 gemeinsam mit Saul Perlmutter und Adam Riess den Nobelpreis für Physik erhielt „für die Entdeckung der beschleunigten Expansion des Universums durch Beobachtungen weit entfernter Supernovae“. Nach Saul Perlmutter und Adam Riess wurden am selben Tag die ebenfalls von Vinzeno Silvano Casulli entdeckten Asteroiden (231265) Saulperlmutter und (236305) Adamriess benannt. Der Mondkrater Schmidt und der Marskrater Schmidt hingegen waren nach anderen Wissenschaftlern benannt worden.